# Las notaciones notorias
Las Notaciones Notorias (The Notorious Notations) es un libro que acompaña a Una serie de catastróficas desdichas, serie de libros escrita por Lemony Snicket. Contiene citas de la serie "casi en todas las páginas" y es muy parecido a El libro en blanco (The Blank Book). Al igual que El libro en blanco, su intención es el ser utilizado como un libro común, ó como un simple diario o libro en el que se anoten ciertos temas sobre la serie.

La Nota dirigida al lector es la siguiente:
Querido Lector, 
Al igual que la mayoría de los fugitivos que han jurado investigar la vida de los huérfanos Baudelaire, siempre he encontrado un libro invaluable en mis investigaciones. El libro que sostienes en tus manos puede ser arrojado a la boca de un rinoceronte feroz, colocado debajo de la pata de una mesa que se tambalea, o utilizado para escribir cualquier cantidad de observaciones valiosas, como las siguientes:
- Mi hermana me está volviendo totalmente loco de atar.
- Ese mesero parecer ser el socio de un villano de mala fama.

y/o
- A mi pluma se le está acabando la t

Casi todas las páginas de este libro incluyen ilustraciones impactantes y citas inquietantes de Una Serie de Catastróficas Desdichas. En su grupo, incluso la notación menos dañina se hará notoria, una palabra que aquí significa “suficientemente común y triste como para llegar a tener una oscura y de alguna manera sinistra importancia, por ejemplo mis propias investigaciones sobre el caso de los Baudelaire, de las cuales deberías alejarte inmediata y permanentemente.”
Con todo mi respeto, 
Lemony Snicket

## Trivia
- La siguiente información de copyright pertenece a una de las partes en las notaciones notorias:

"Todos los derechos reservados. Ciertas citas en este libro se han abreviado por tu propia seguridad....Cualquier resemblanza a los códigos, vivo o muerto, es mera coincidencia..."
- Datos: Q3473106